# Zacharinus' Zoetwarenhuis
Zacharinus' Zoetwarenhuis (Engels: Honeydukes Sweetshop) is een snoepgoedwinkel in Zweinsveld, die voorkomt in de serie boeken over Harry Potter van de Engelse schrijfster J.K. Rowling.
Het is een van de populairste winkels in Zweinsveld. In zijn derde jaar kwam Harry Potter via een geheime gang naar Zweinsveld. Deze gang loopt van een harnas van een gebochelde heks naar de kelder van Zacharinus' Zoetwarenhuis.

## Galerij

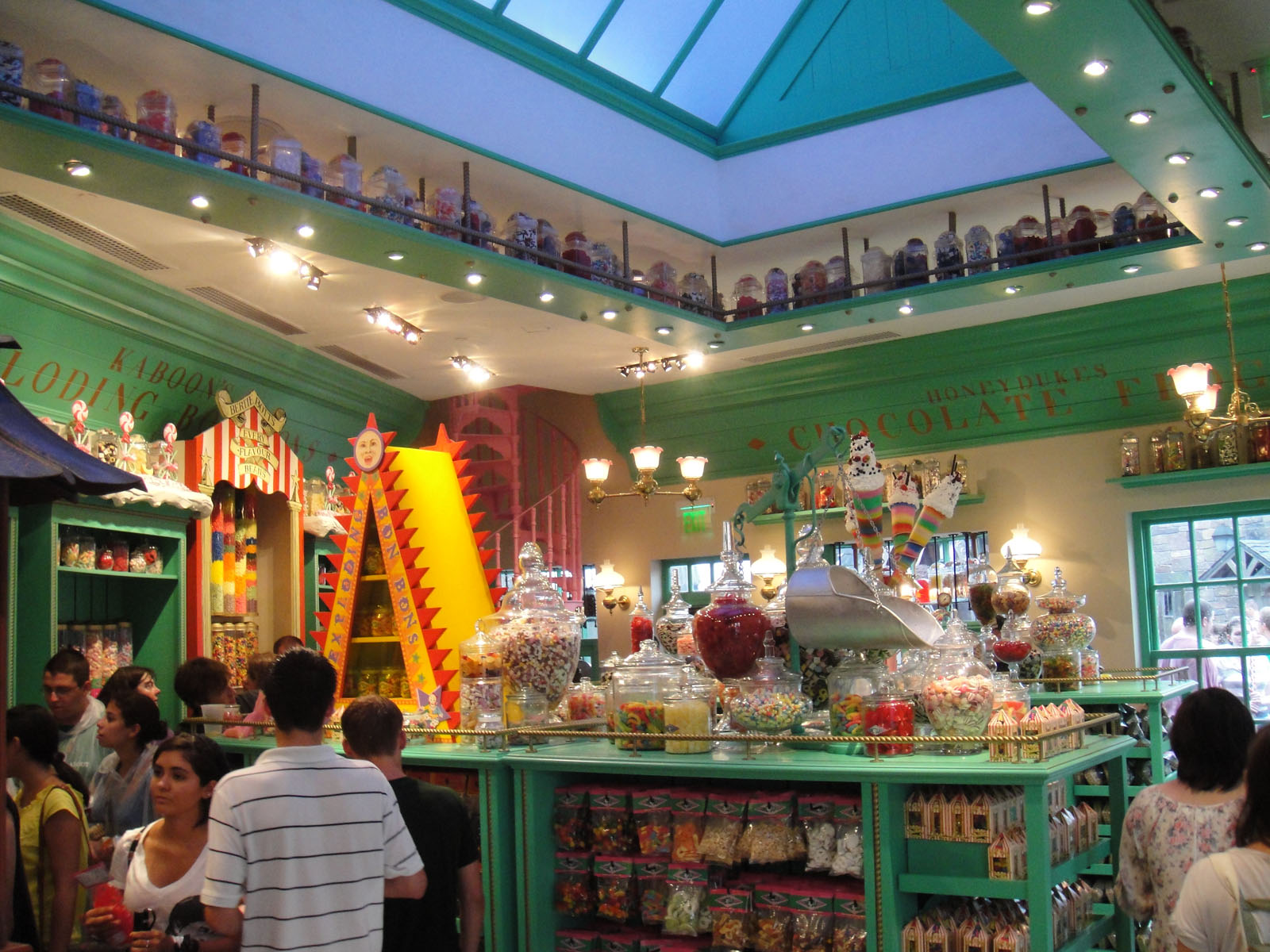
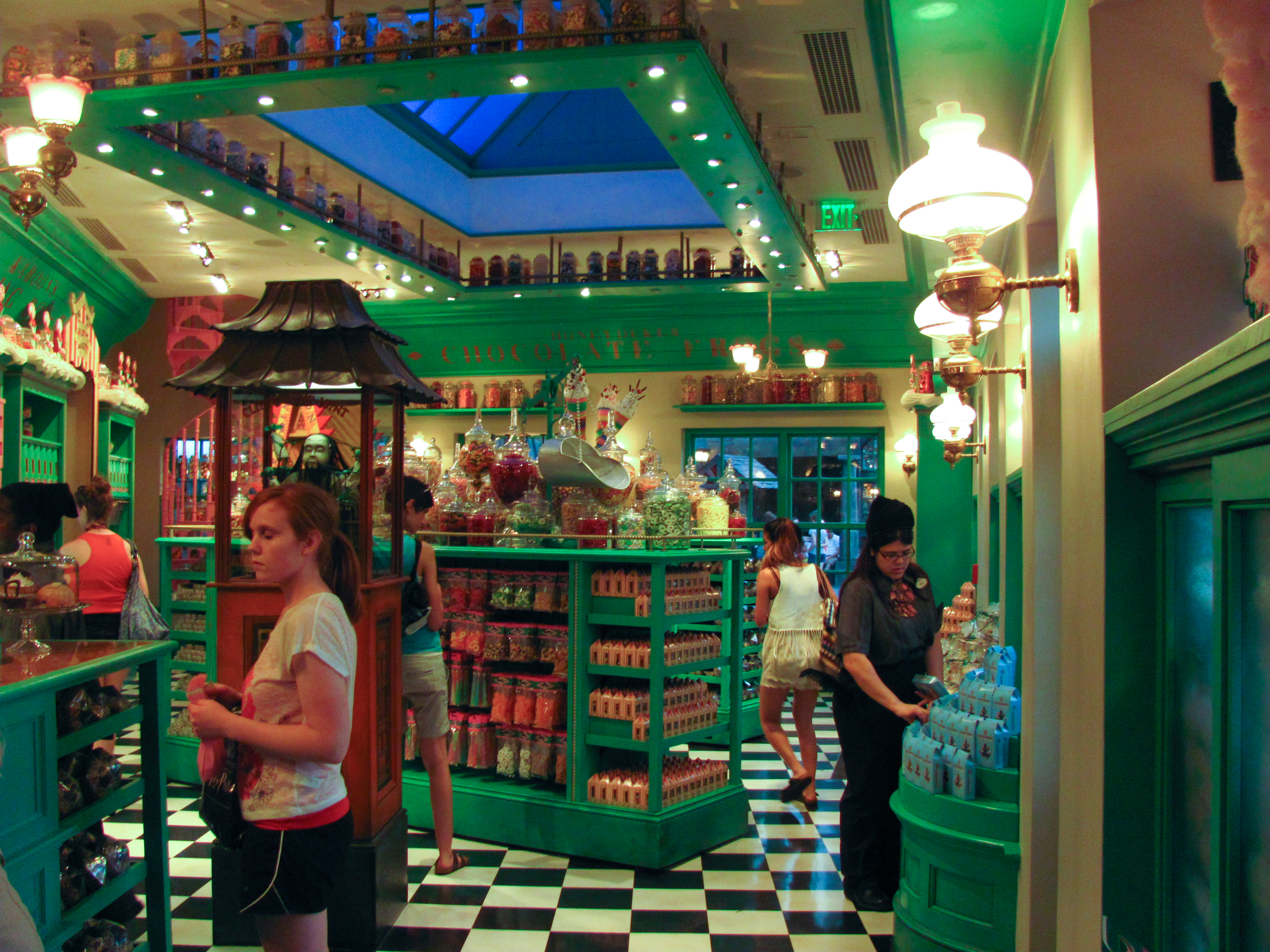
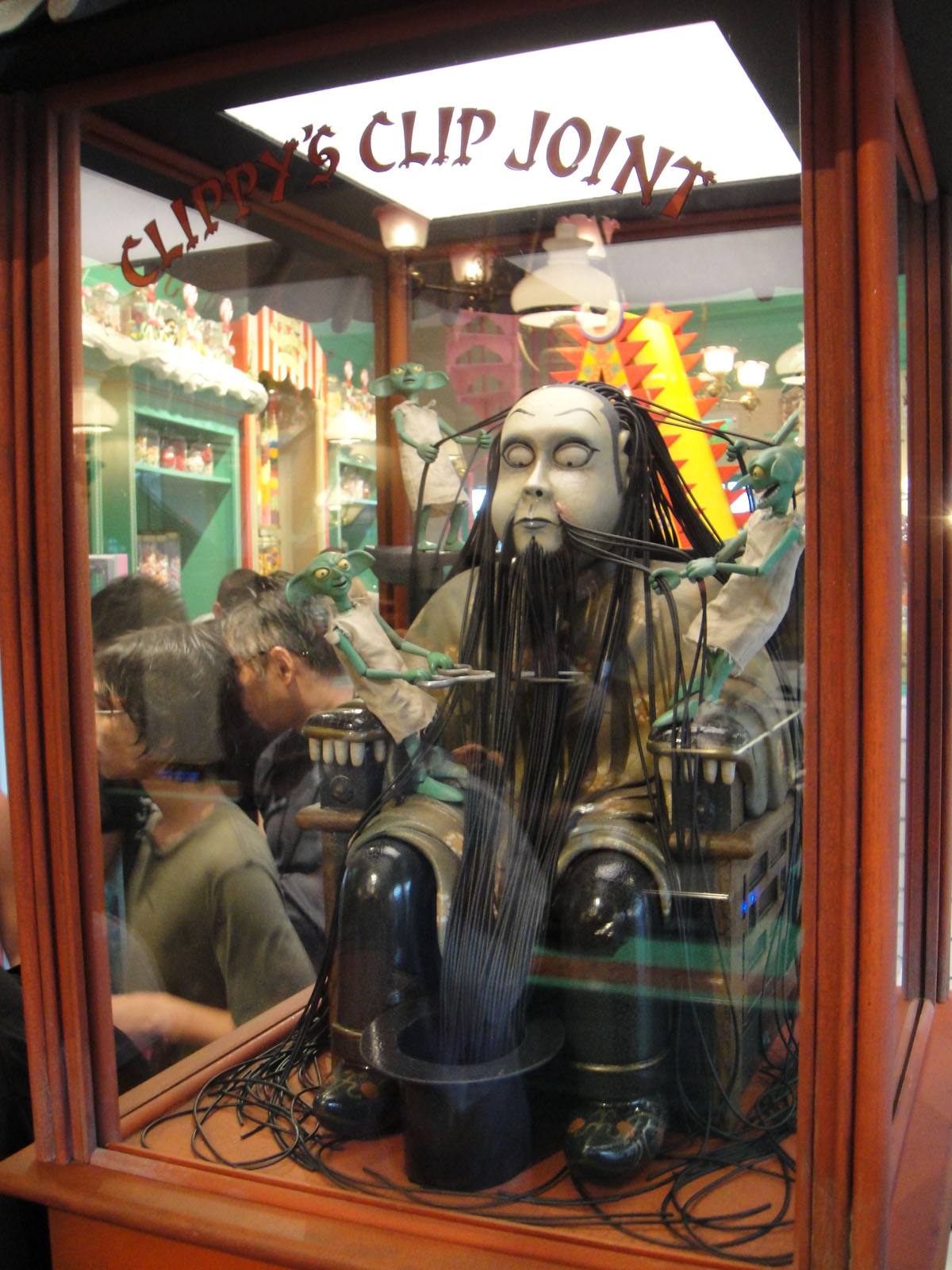

Interieur